# Highland Airways

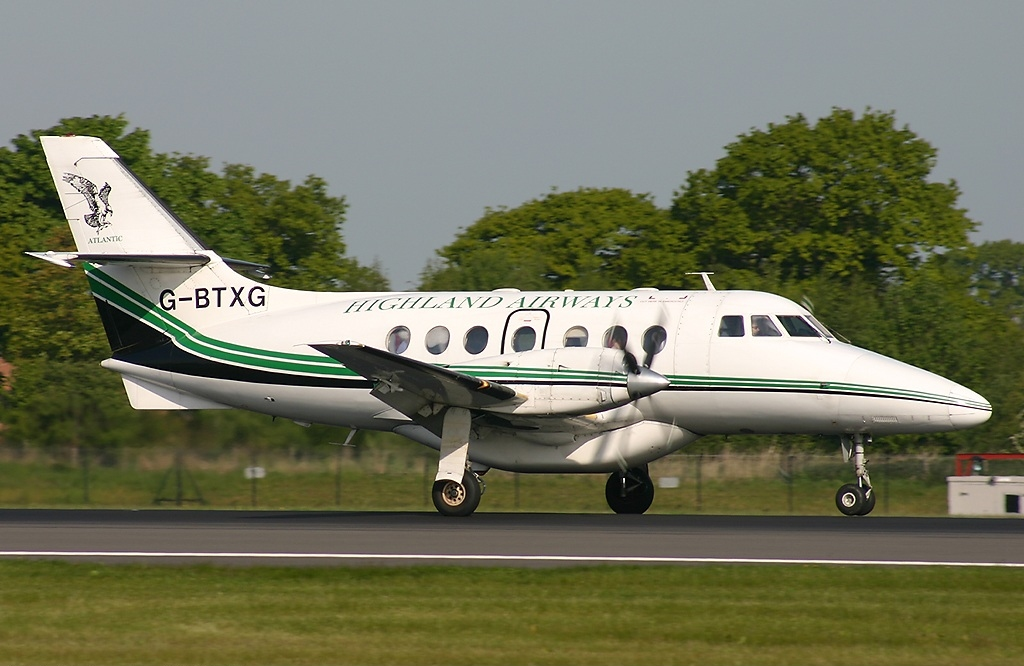
British Aerospace Jetstream 31 d'Highland Airways

Highland Airways était une compagnie aérienne écossaise créée en 1991 et basée à l'aéroport d'Inverness. Elle a cessé ses opérations en 2010.